# 幕内最高優勝賞品

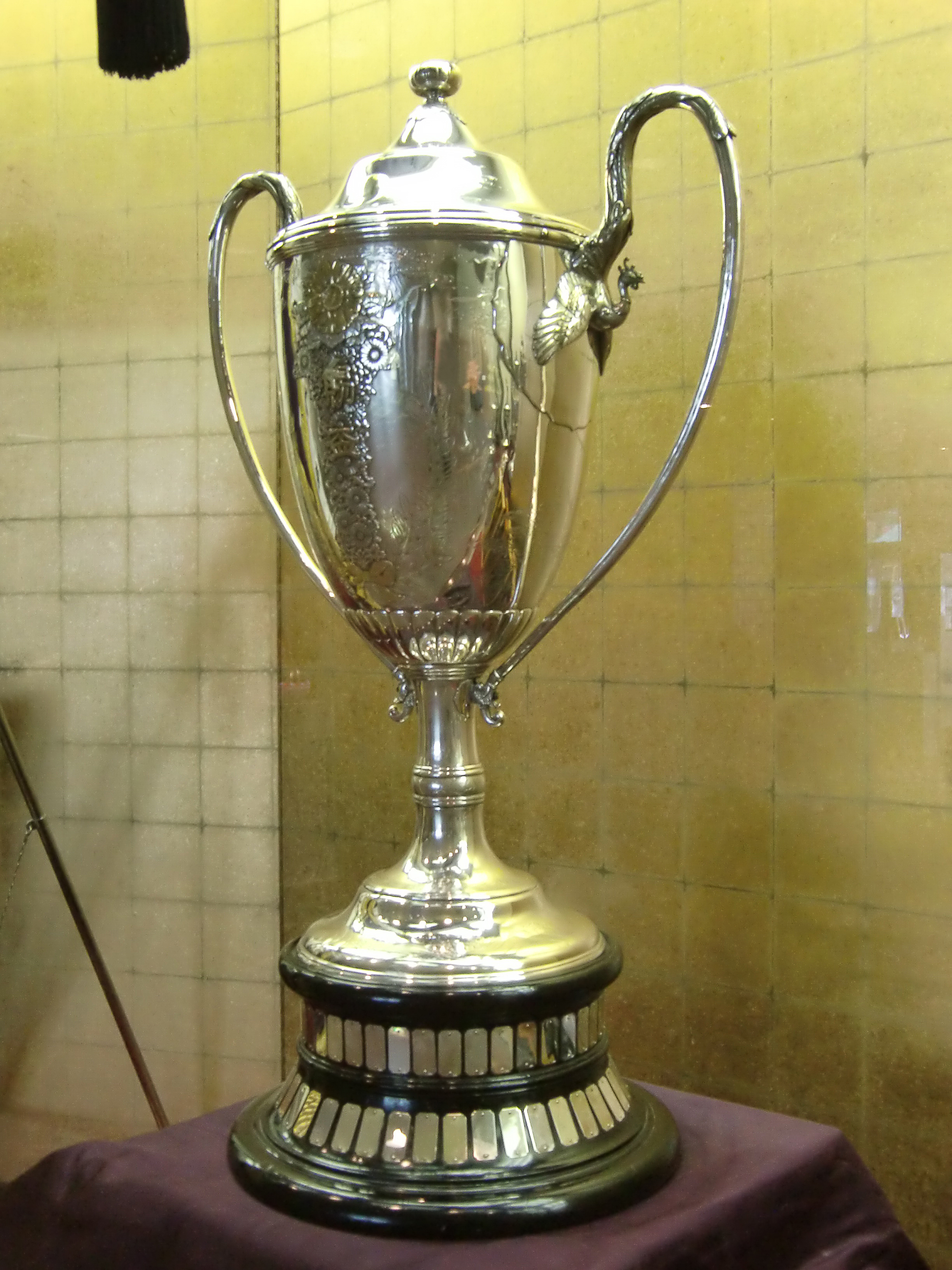
天皇賜杯

幕内最高優勝賞品（まくのうちさいこうゆうしょうしょうひん）とは、大相撲で幕内最高優勝を達成した力士に贈呈される賜杯、賞状および副賞である。かつては簡素なものであったが時代とともに賞品の数が増え、現在では20種類以上の表彰が行われ時間も40分以上かかる。また優勝賞品は、開催地自治体からのものなど各場所によって多少異なる場合がある。なお、土俵上は女人禁制であるため、授与する人物は男性に限定される。天皇賜杯を筆頭とする優勝賞品のトロフィーは、本場所開催中入り口付近に展示されている。

## 正賞

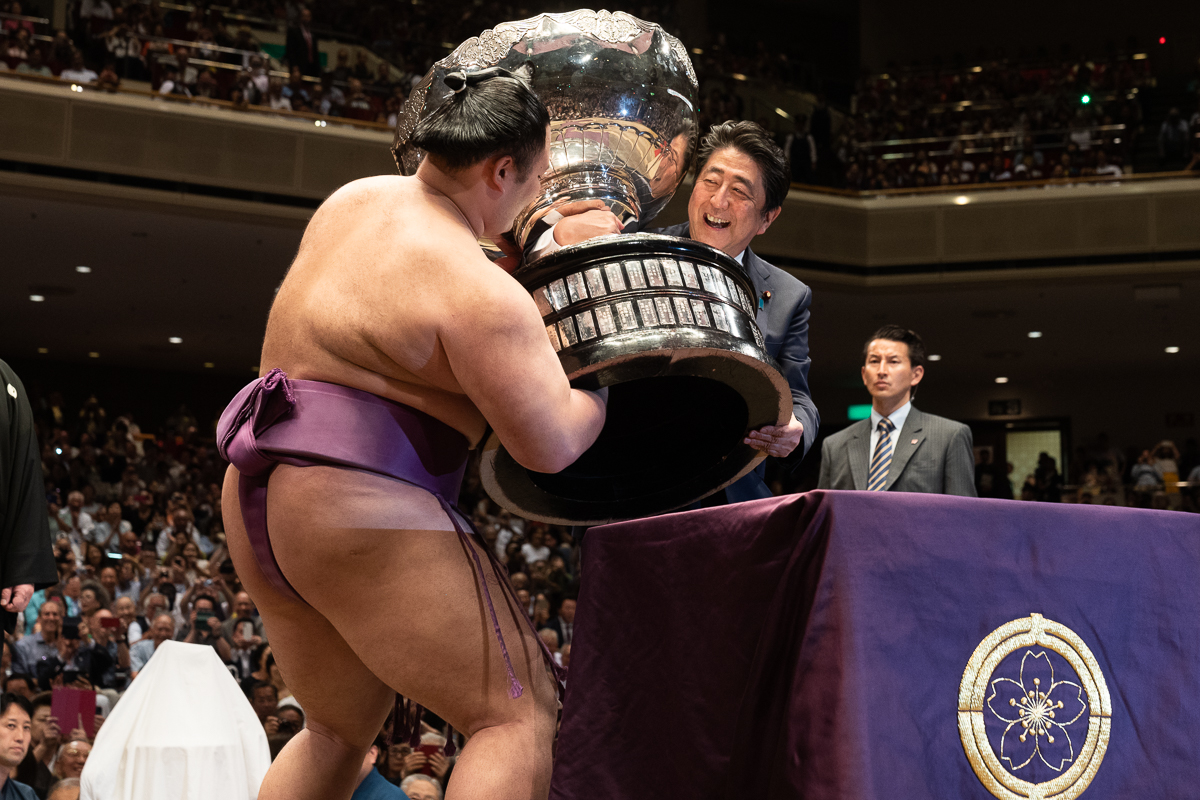
内閣総理大臣杯を授与する安倍首相（2019年5月場所）

- 天皇賜杯/賞状
- 優勝旗/賞状・副賞1000万円

賜杯・優勝旗は翌場所初日の幕内土俵入り・横綱土俵入りの後に行われる返還式で優勝力士本人から返還されることになっている。なお、怪我などによる休場や翌場所開催前の引退で本人が返還できない場合は原則として所属部屋の師匠が代行する。二枚鑑札の力士が優勝翌場所を全休した場合は本人＝師匠であるため師匠の出席も困難となるが、優勝旗手制度廃止以降でその例はない。なお、1989年3月場所の千代の富士のように、場所終盤の故障により一人で賜杯を受けられるかどうか危ぶまれたため師匠が付き添った例がある。
- 内閣総理大臣杯

基本的に内閣官房副長官クラスの政治家が手渡すことになっているが、首相本人や内閣官房長官が手渡す場合もある。首相が授与した例は以下。
- 橋本龍太郎 -1996年1月場所（優勝：貴ノ浪）
- 小泉純一郎 - 2001年5月場所（優勝：貴乃花）、2005年11月場所（優勝：朝青龍）
- 麻生太郎 - 2009年1月場所（優勝：朝青龍）、2009年5月場所（優勝：日馬富士）
- 鳩山由紀夫 - 2009年9月場所（優勝：朝青龍）
- 菅直人 - 2010年9月場所（優勝：白鵬）
- 野田佳彦 - 2011年9月場所（優勝：白鵬）、2012年9月場所（優勝：日馬富士）
- 安倍晋三 - 2013年1月場所（優勝：日馬富士）、2014年5月場所（優勝：白鵬）、2019年5月場所（優勝：朝乃山）
- 石破茂 - 2025年1月場所（優勝：豊昇龍）

その他、地方場所（大阪・名古屋・博多）では会場近隣の選挙区選出の政務次官、副大臣、大臣政務官クラスの政治家が渡す場合がある。いずれにしても、総理大臣杯は相当の重量があるため、呼出が補助について持ち上げるのが普通である。
2020年3月場所以降は、新型コロナウイルスの影響を考慮して、理事長が手渡していたが、2022年7月場所から政府関係者による授与が再開された。
- 優勝額（毎日新聞社寄贈）：優勝額（優勝者には小型の額）/賞状/金一封

※ 優勝額は東京場所初日の賜杯・優勝旗返還式のあと、前2場所の優勝力士を改めて表彰し、除幕される。2013年までは彩色家の佐藤寿々江が、力士のモノクロ写真に、絵の具にて着色したものを贈呈していたが、佐藤が高齢となったことや、本人の強い意向により後継者への継承をしないことになり、2014年からは富士フイルムの技術協力によりデジタル処理したパネル写真が贈呈・掲額されている。

## 友好杯
- チェコ共和国友好杯：友好杯（クリスタルグラス製カップ）/副賞（チェコビール1年分[3]）/賞状
- アラブ首長国連邦友好杯：友好杯（アラビア伝統のコーヒーポット）/副賞（ガソリン1年分）/賞状
- 日仏友好杯：友好杯/副賞（ピエール・エルメ・パリ特製マカロン詰め合わせ）/賞状

土俵上で呼出が持つ巨大マカロン（直径41cm、厚さ23cm）はオブジェであり、食べることはできない。代わりに表面に金箔を貼った「黄金のマカロン」が22個入ったスペシャルボックスが贈られるが、消費期限4日と日持ちがしないため後日優勝力士の部屋へ届けられる。
- メキシコ合衆国友好楯：友好楯/副賞（コロナビール1年分）/賞状

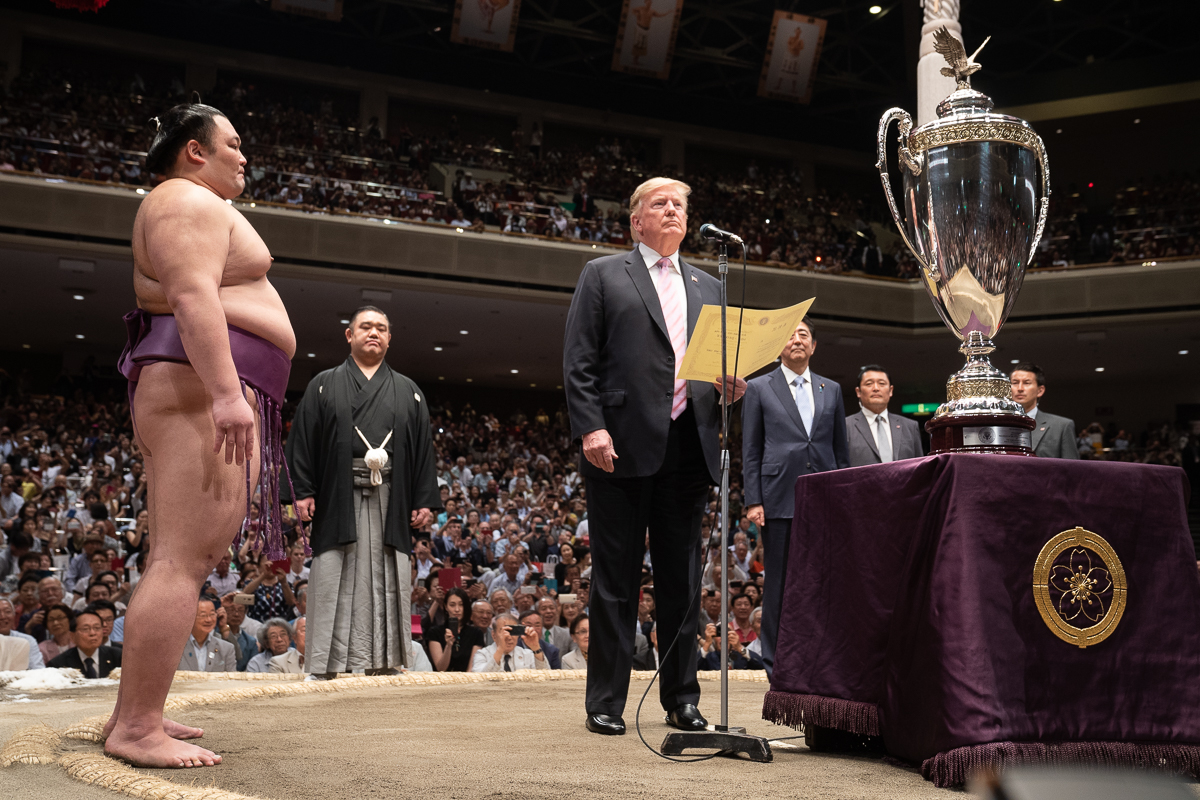
アメリカ合衆国大統領杯を授与するトランプ大統領（2019年5月場所）

- ハンガリー国友好杯：トロフィー／副賞（ティーセット）/賞状

1986年から2019年3月場所まではヘレンド社製の縦長の壺だったが、日本・ハンガリー外交関係開設150周年を機に2019年5月場所からは巨大なティーカップのトロフィーに変更。カップの口径は40cmで、同じくヘレンド社製。
- 中日友好景泰藍杯：景泰藍杯/賞状　※ 東京場所のみ
- モンゴル国総理大臣賞：トロフィー/賞状
- ブルガリア共和国優勝杯/賞状　※ 東京場所のみ
- アメリカ合衆国大統領杯/賞状　※ 毎年5月場所のみ

基本的に各国の特命全権大使やそれに準ずる人物が授与を行う。例外としてアメリカ合衆国大統領杯は創設された2019年5月場所において国賓として来日中のドナルド・トランプ大統領が観戦、直接手渡した。

## 地方自治体
開催地の自治体によるもの
- 東京都知事賞：北村西望作獅子奮迅像/賞状　※ 東京場所のみ
- 大阪府知事賞：トロフィー/賞状/副賞（地酒・おこし・豚まん・だんじりプリン・だしパック・もなか・あまくち醤油・水なす漬・フジコーラ・焼き肉のタレ・黒舞昆・クラフトコーラ・唐揚げ粉・コラーゲンブレッド・れんこんうどん）[6]　※3月場所のみ

※ トロフィーは翌年の3月場所前に優勝力士が大阪府庁を訪問して大阪府知事に返還し、レプリカが授与される。
- 愛知県知事賞/副賞（ウズラ卵の水煮5万個、名古屋コーチン肉100kg、卵1800個、アサリ500kg、うなぎなど特産品が毎年選ばれる）　※7月場所のみ
- 名古屋市長賞　※ 7月場所のみ
- 福岡県知事賞：トロフィー/賞状/副賞（元気つくし・福岡のり・あまおう1年分）　※11月場所のみ
- 福岡市長賞：トロフィー/賞状/副賞（明太子1年分）　※11月場所のみ

その他自治体

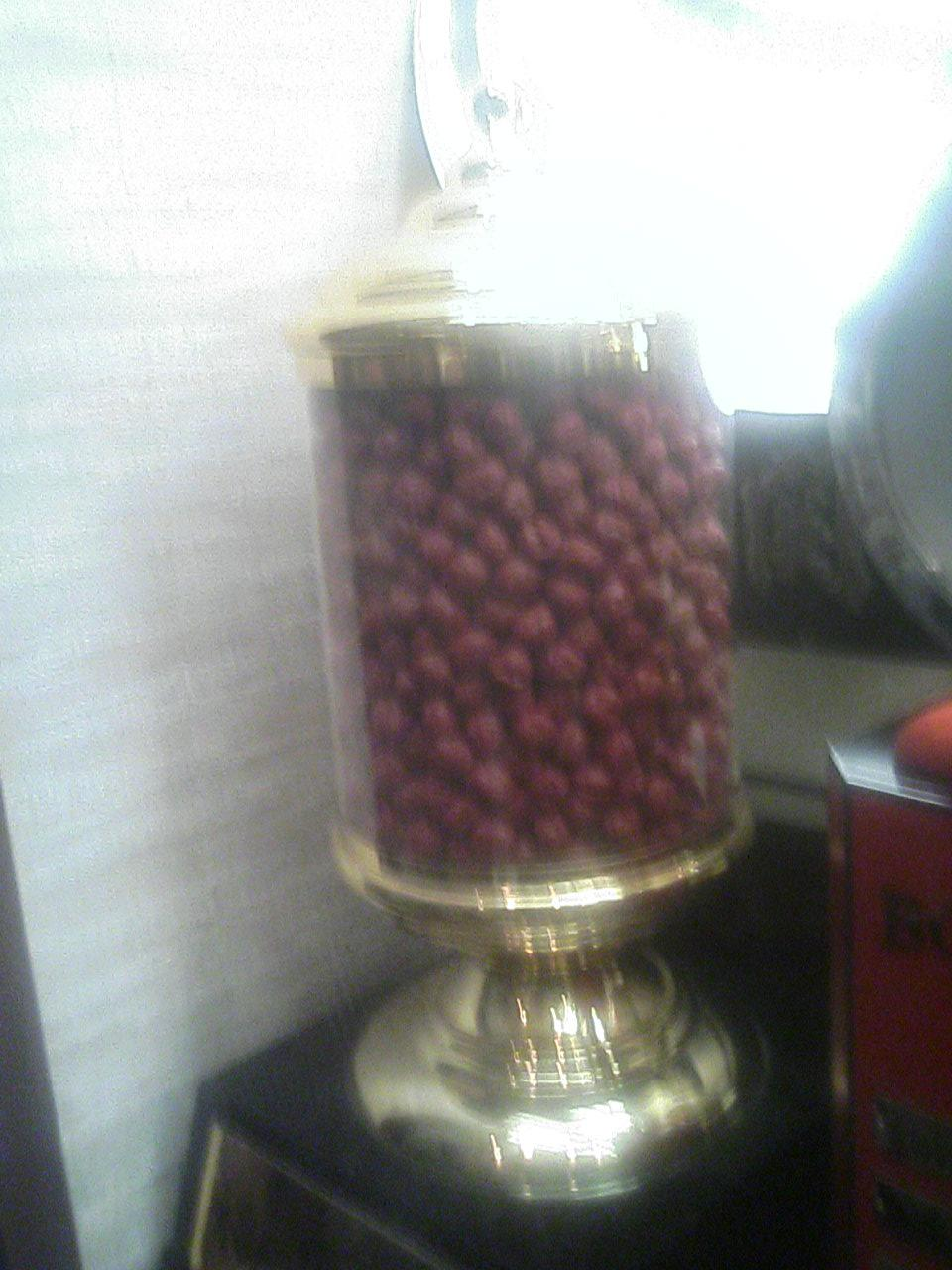
福井梅の梅干し入りの福井県知事賞

- 福島県知事賞：赤べこトロフィー・賞状・金一封/副賞（天のつぶ1t・福島牛・野菜と果実の詰め合わせ）
- 福井県知事賞：トロフィー/副賞（福井梅1t）/賞状/金一封
- 奈良県知事賞：トロフィー/副賞（ちゃんこ大和づくし&三輪そうめん300人前）/賞状/金一封 [7]
- 宮崎県知事賞：トロフィー/副賞（宮崎牛特選肉1頭分・旬の果実1t分）/賞状/金一封
- 和歌山県湯浅町賞: 優勝カップ/賞状/副賞 （しょうゆ一年分）※3月場所のみ

牛肉や米、野菜、ビールなど多くの食べ物や飲み物が部屋に届くが、高砂部屋によると部屋で全て食べきれるはずもなく、かなりの量は関係者や近所に配ることになるという。

## その他団体
- NHK金杯：金杯（正倉院の御物の模型）賞状/金一封
- 酒の司大関賞：大尽杯/副賞（清酒大関4斗樽・ワンカップ大関1年分）/賞状/金一封
- 東京新聞・東京中日スポーツ賞（中日新聞東京本社）：楯/賞状/金一封 ※東京場所のみ
- 造幣局理事長杯：理事長杯/賞状/レプリカレリーフ ※3月場所のみ
- 吉本興業賞：笑いの盾/賞状/金一封／副賞（なんばグランド花月1年間フリーパス）　※3月場所のみ
  - なお、この賞は毎年同社所属のタレントがプレゼンターを務めることが恒例となっている[9]。
- 中日新聞賞：トロフィー/賞状/金一封　※7月場所のみ
- CBC賞(CBCテレビ)：金鯱トロフィー/賞状/金一封　※7月場所のみ
- 東海テレビ放送賞：トロフィー/賞状/金一封　※7月場所のみ
- RKB毎日放送賞：大銀盃/賞状/金一封 ※11月場所のみ
- 大分県椎茸農協賞：トロフィー（椎茸入り）/副賞（OSK干し椎茸）/賞状/金一封※11月場所のみ
- 八女茶振興会賞：トロフィー/賞状/副賞（八女茶煎茶及び八女伝統本玉露1年分）※11月場所のみ

## 表彰式順序
- 国歌斉唱（起立の上前奏に引き続き唱和する）

演奏は陸上自衛隊東部方面音楽隊、海上自衛隊東京音楽隊、航空自衛隊航空中央音楽隊、陸上自衛隊第○音楽隊、オオサカ・シオン・ウインドオーケストラ（旧・大阪市音楽団）など。
- アナウンス「〜年〜月場所幕内最高優勝は（役名）四股名+名前。成績は〜勝〜敗(15戦全勝)であります。」
- 天皇賜杯拝戴（はいたい） - 理事長より授与
- 優勝旗授与 - 審判部長より授与
- 内閣総理大臣杯授与
- 土俵下で優勝力士インタビューが行われる。

インタビュアーはNHK大相撲中継の東方担当アナウンサーが担当し、「ここで、優勝力士のインタビューであります。インタビューはNHK、○○アナウンサー（当日の担当者）であります」と場内アナウンスが入る。
- 各国友好杯授与
- 自治体・団体賞授与
- 最多勝力士賞授与　※11月場所のみ
- 三賞授与
- 出世力士手打式・神送りの儀式